# 圣佩德莱朗
圣佩德莱朗（法語：Saint-Pé-de-Léren，法語發音：[sɛ̃ pe də leʁɛ̃]，意为“莱朗的圣佩”）是法国大西洋比利牛斯省的一个市镇，属于波城区。

## 地理
圣佩德莱朗（43°29'32"N, 1°2'17"W）面积5.31 平方千米，位于法国新阿基坦大区大西洋比利牛斯省，该省份为法国东南部省份，涵盖了贝阿恩与北巴斯克，西临大西洋比斯開灣，北至朗德省，东北接热尔省，东临上比利牛斯省，南与西班牙接壤。
与圣佩德莱朗接壤的市镇（或旧市镇、城区）包括：索尔德拉拜、卡姆、卡雷斯-卡萨贝、拉巴斯蒂德自由城、莱朗、圣多斯。
圣佩德莱朗的时区为UTC+01:00、UTC+02:00（夏令时）。

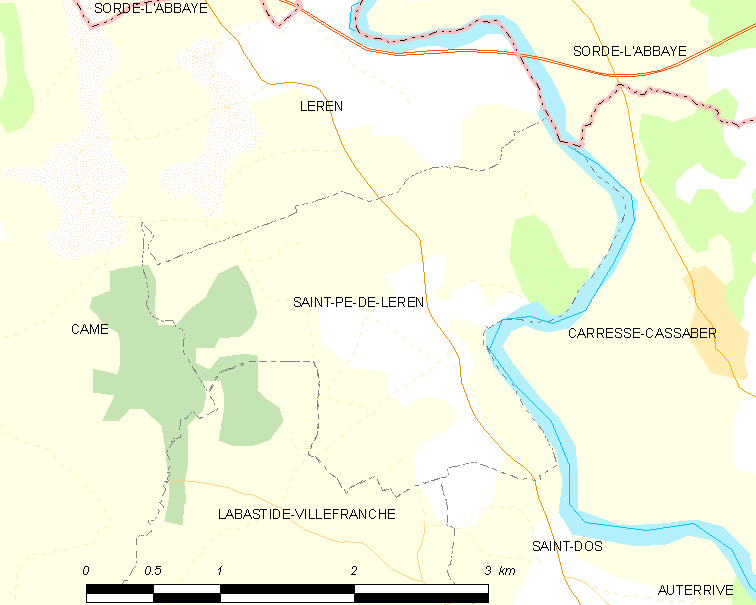
圣佩德莱朗的OSM定位图

## 行政
圣佩德莱朗的邮政编码为64270，INSEE市镇编码为64494。

## 政治
圣佩德莱朗所属的省级选区为奥尔泰兹-激流与盐之地县。

## 人口

1962-2008年间圣佩德莱朗人口变化图示

圣佩德莱朗于2022年1月1日时的人口数量为268人。